# U20-as női Afrikai nemzetek kupája
Az U20-as női Afrikai nemzetek kupája (angolul: African U-20 Cup of Nations for Women) egy a CAF által kiírt nemzetközi női labdarúgótorna, amit 2002 óta rendeznek meg, a 20 éven aluli női labdarúgók számára.
A sorozat egyben selejtező is a U20-as női labdarúgó-világbajnokságra.
A legeredményesebb csapat Nigéria 7 győzelemmel.

## Eredmények
| 2002 Részletek | hazai és idegenbeli | · Nigéria | 6 – 0 3 – 2 | · Dél-afrikai Köztársaság | · Közép-afrikai Köztársaság |  | · Marokkó           |
| 2004 Részletek | hazai és idegenbeli | · Nigéria | 1 – 0 0 – 0 | · Dél-afrikai Köztársaság | · Kongói DK                 |  | · Egyenlítői-Guinea |

### Afrikai U20-as női világbajnoki selejtezőtorna
| Év             | Rendező             |                            | Selejtező 1              | Selejtező 1               | Selejtező 1                |                   | Selejtező 2               | Selejtező 2 | Selejtező 2 |
| Év             | Rendező             | Az U20-as világbajnokságra | Eredmény                 | Nem vb-résztvevő          | Az U20-as világbajnokságra | Eredmény          | Nem vb-résztvevő          |             |             |
| -------------- | ------------------- | -------------------------- | ------------------------ | ------------------------- | -------------------------- | ----------------- | ------------------------- | ----------- | ----------- |
| 2006 Részletek | hazai és idegenbeli | · Kongói DK                | nem játszották le        | · Egyenlítői-Guinea       | · Nigéria                  | nem játszották le | · Kamerun                 |             |             |
| 2008 Részletek | hazai és idegenbeli | · Kongói DK                | 1 – 3 2 – 0              | · Dél-afrikai Köztársaság | · Nigéria                  | 3 – 2 2 – 0       | · Ghána                   |             |             |
| 2010 Részletek | hazai és idegenbeli | · Ghána                    | 2 – 0 3 – 0              | · Kongói DK               | · Nigéria                  | 5 – 3 7 – 0       | · Dél-afrikai Köztársaság |             |             |
| 2012 Részletek | hazai és idegenbeli | · Ghána                    | 3 – 1 4 – 1              | · Tunézia                 | · Nigéria                  | 4 – 0 3 – 0       | · Kongói DK               |             |             |
| 2014 Részletek | hazai és idegenbeli | · Ghána                    | 0 – 1 1 – 0 (4 – 3 b.u.) | · Egyenlítői-Guinea       | · Nigéria                  | 6 – 0 1 – 0       | · Dél-afrikai Köztársaság |             |             |
| 2015 Részletek | hazai és idegenbeli | · Ghána                    | 2 – 2 4 – 0              | · Etiópia                 | ' · Nigéria                | 2 – 1 1 – 0       | · Dél-afrikai Köztársaság |             |             |
| 2017 Részletek | hazai és idegenbeli | Folyamatban                | Folyamatban              | Folyamatban               | Folyamatban                | Folyamatban       | Folyamatban               | Folyamatban | Folyamatban |

- b.u. - büntetők után